# Carlos Yulo
Carlos Edriel Yulo (* 16. Februar 2000 in Manila) ist ein philippinischer Kunstturner. Er wurde im Jahr 2019 der erste philippinische Turn-Weltmeister und im Jahr 2024 der erste männliche philippinische Olympiasieger.

## Karriere
Yulo gewann bei seinen ersten Weltmeisterschaften 2018 in Doha die Bronzemedaille im Bodenturnen. Im Einzelmehrkampf erreichte er Platz 14 in der Qualifikation und Platz 23 im Finale. Im Folgejahr wurde er in Stuttgart Weltmeister im Bodenturnen, wodurch er sich für die Olympischen Sommerspiele 2020 in Tokio qualifizierte. Bei den Südostasienspielen 2019 gewann er im Mehrkampf und im Bodenturnen jeweils die Goldmedaille.
Bei den Olympischen Spielen in Tokio erreichte Yulo im Turnwettkampf im Sprung mit 14,716 Punkten nach 0,1 Punkten Abzug wegen Verlassens der Landematte den vierten Platz. Olympiasieger mit 14,783 Punkten wurde der Südkoreaner Shin Jea-hwan. Im Wettbewerb im Bodenturnen schied Yulo nach zwei schweren Fehlern zu Beginn seiner Übung in der Qualifikation aus, sodass die Spiele für den amtierenden Weltmeister Yulo zu einer Enttäuschung wurden. Verletzungsbedingt beschränkte sich Yulo bei den Weltmeisterschaften 2021 in Kitakyūshū auf drei Disziplinen. Im Sprung wurde er Weltmeister, während er am Barren die Silbermedaille gewann. Im Bodenturnen wurde er im Finale Fünfter. 
Bei den Olympischen Spielen 2024 in Paris gewann Yulo Goldmedaillen im Bodenturnen und beim Sprung.